# 三打哈
三打哈是一种起源于湖南长沙地区的牌类游戏，其打法类似于升级，游戏共需要两幅扑克牌，除去3,4，一共用92张牌进行游戏. 大小王,2,7是常主(机动主)。游戏有四人参与，其中一人为庄家，其余三人为闲家。闲家抓分(5、10、K), 共同对抗庄家。

## 玩法介绍
1.发牌，两副牌按顺序轮流发给四名玩家，每人发21张牌，留下最后八张为底牌
2.叫分，所有牌发完后，开始叫分（打到多少分下庄，称为庄分），具体规则如下
a.叫分最高从80分起叫，第一位玩家必须叫分
b.按顺序以5的倍数递减叫分，最少须比上一位玩家低5分，可以跳着叫分
c.玩家选择不叫分,则视为放弃当庄资格，不参与后续叫庄
3.定主扣底，叫分最低的玩家作为庄家得到底牌，结合自己手上的牌确定花色，再垫八张为底牌
4.出牌，第一轮由庄家先出牌，之后每轮由上一轮的胜者先出牌
5.当所有人牌出完后，结算分数，确定输赢和庄家归属

## 牌型大小
主牌大于副牌
主牌从大到小依次为：大王、小王、主7、副7、主2、副2、A、K、Q、J、10、9、8、6、5。
副牌从大到小依次为：A、K、Q、J、10、9、8、6、5。
连对：
大小顺序相邻且花色相同均构成连对（拖拉机），如AAKK, TT99, 99886655 （注意跨过7，因为7是常主,不可用7和8,6组成连对，6677,7788均不为连对）
对于主牌而言，凡大小顺序相邻的连对均构成拖拉机，如小王主7两连对，副2主A主K三连对，主7副7主2副2四连对，等等

## 出牌规则
1.第一次出牌由庄家先出牌，以后每轮出牌均以上一轮赢家先出
2.同种大小的牌型，先出为大
3.当首家出牌时，其他玩家出牌如果有该花色的牌
a.必须出该种花色
b.如果首家出对且其他玩家有对子，必须出对子
c.如果首家出拖拉机，其他玩家有拖拉机必须出拖拉机，有对必须出对，没有对子才能出该种颜色单张
d.当首家出某花色副牌，如果其余家没有该花色，可出主牌，称为"毙"，首家出对时，毙牌必须为对，首家出拖拉机时，毙牌必须为拖拉机，否则视为垫牌，如果有多家毙牌，毙牌大的玩家取得该圈胜利
4.(可选）甩牌，主牌可以连续出多张单牌，对子，拖拉机，但是必须是别人大不起的牌面，称为甩牌，如果甩牌失败，则自动出最小的那一张牌

## 积分结算
1.得分为0，称为大光（清光），庄家得分倍率*3
2.得分低于30且小于庄分，称为小光，庄家得分倍率*2
3.得分低于庄分且大于等于30分，称为保庄，庄家得分倍率*1
4.得分高于庄分且小于庄家叫分+40，称为跨庄，闲家得分倍率*1
5.得分高于庄分叫分+40且小于庄家叫分+70，称为小倒，闲家得分倍率*2
6.得分高于庄分叫分+70，称为大倒，闲家得分倍率*3
7."扮禾"，庄家拿到底牌后，可以在打出第一张牌之前直接投降，如果庄分在50分以上，视为垮庄，闲家得分倍率*1，庄分小于等于50分，视为小倒，闲家得分倍率*2
8.(可选），双进单出，为鼓励玩家抢庄，如果庄家胜利，可以赢取双倍积分，可以视为情况1-3中，庄家得分倍率为*6（大光）,*4（小光）,*2（保庄）